# Februari 2012
| Februari 2012 |
| Månader under 2012: Januari · Februari · Mars · April · Maj · Juni · Juli · Augusti · September · Oktober · November · December ← December 2011 · Januari 2013 → |

## Händelser

### 5 februari
- Sauli Niinistö segrar i den andra omgången av presidentvalet i Finland.[1]

### 6 februari
- Drottning Elizabeth II firar 60 år som regent över Storbritannien, Australien, Kanada och Nya Zeeland samt överhuvud för Samväldet.

### 11 Februari
- Den amerikanska världsstjärnan Whitney Houston påträffas död på sitt hotellrum på Beverly Hilton Hotel i Beverly Hills, några timmar före den årliga fest som hålls för utdelandet av Grammy Award.

### 17 februari
- Tysklands förbundspresident Christian Wulff avgår efter anklagelser om korruption.

### 22 februari
- Minst 48 personer omkom och fler än 500 personer skadas i den svåra tågkraschen i staden Buenos Aires i Argentina.

### 23 februari
- Det svenska kronprinsessparet Victorias och Daniels första barn, Prinsessan Estelle, föds på Karolinska sjukhuset klockan 04.26 på morgonen.